# Harry F. Sinclair
Harry Ford Sinclair (Benwood, 6 luglio 1876 – Pasadena, 10 novembre 1956) è stato un imprenditore e filantropo statunitense fondatore nel 1916 della Sinclair Oil e implicato nello scandalo Scandalo Teapot Dome, scontando sei mesi di prigione per oltraggio alla corte.